# Trichestola
Trichestola is een kevergeslacht uit de familie van de boktorren (Cerambycidae). De wetenschappelijke naam van het geslacht werd voor het eerst geldig gepubliceerd in 1950 door Breuning.

## Soorten
Trichestola is monotypisch en omvat slechts de volgende soort:
- Trichestola guatemalana Breuning, 1950